# Канбар
Канбар (араб. قنبر‎ — «Жаворонок») — арабское имя, восходит к имени слуги халифа Али. Популярно среди шиитов. Этимология имени связана с глаголом «канбара» — «превозносить».
- Канбар ибн Хамдан (араб. قنبر بن حمدان‎) — слуга Али ибн Абу Талиба.
- Канбар — правнук Едигея.
- Канбаров, Иван Ахметович — князь, соратник Ивана IV.